# Улица Тукаева (Уфа)
Улица Тукаева (баш. Туҡай урамы) — улица в центре Уфы, расположенная между улицами Гоголя и Зайнуллы Расулева.

## История
Бывшее название улицы — Воскресенская. Улица была названа по имени Воскресенского кафедрального собора, который алтарём выходил в сторону улицы. Отрезок улицы от перекрёстка с улицей Телеграфной (Цюрупы) в сторону Троицкой церкви назывался Фроловской улицей, на которой была построена Фроловская часовня (в честь святых Флора и Лавра), одна из самых старых городских часовен.
В конце 1920-х годов улица переименована в честь татарского поэта Габдуллы Тукая (Габдуллы Мухамедгарифовича Тукаева, 1886—1913).

## Здания и сооружения

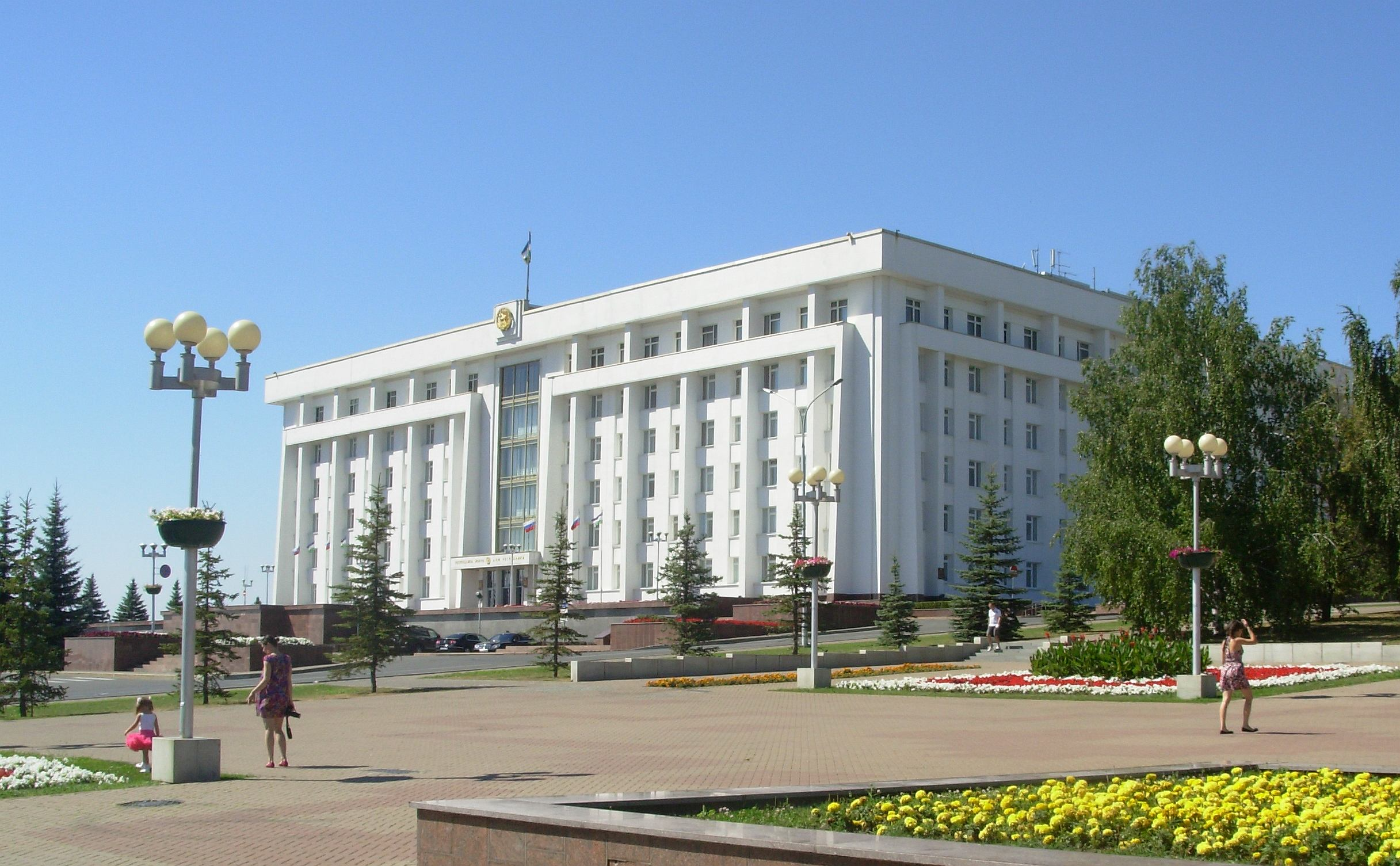
Дом Республики

- ул. Тукаева, 23 — Дом губернатора, памятник архитектуры, входил в ансамбль Соборной площади, образец русского классицизма середины XIX в. Здание построено в 1832—1859 гг. В здании расположено Министерство здравоохранения.
- ул. Тукаева, 25 — здание Уфимского губернского окружного суда. В настоящее время — Верховный суд Республики Башкортостан, коллегия адвокатов, Президиум Башкирской республиканской коллегии адвокатов, Нотариальная палата РБ. Здесь родился и жил до 1919 года герой гражданской войны Якуп Ахматов.
- ул. Тукаева, 33 — жилой дом М. Т. Султановой с кирпичными воротами. Является памятником архитектуры.
- ул. Тукаева, 39 — до революции в здании размещалось медресе, в котором готовили мулл и школьных учителей. Теперь это средняя общеобразовательная школа № 14.
- ул. Тукаева, 46 — Дом Республики[2].
- ул. Тукаева, 48 — здание бывшего православного женского духовного училища и приюта для мальчиков. В настоящее время здесь размещается городской госпиталь ветеранов войны.
- ул. Тукаева, 48 — Первая соборная мечеть Уфы.
- ул. Тукаева, 52 — Центральное духовное управление мусульман России[3].
- Парк имени Ленина.